# 音博士
音博士（おんはかせ/こえのはかせ）は、日本の律令制において置かれた博士の1つ。大学寮に属して、明経道の学生に経書の白読（中国語（漢音）による音読）を教えた。定員2名・従七位上相当。
『日本書紀』持統天皇5年（691年）に音博士（続守言・薩弘恪）の存在が記され、主に帰化人がこれを担当したことが知られている。もっとも日本国内にいる限りにおいて、中国語が用いられる事はほとんどなく、音道のみを学ぶ者はほとんどいなかった。
それでも唐の文化の影響が強まった平安時代初期には、漢音に関する関心から弘仁8年4月17日（817年5月6日）付けで「音生」設置の格が出されている。また、遣唐使として派遣される官人や僧侶には、音博士による漢音の試験が課された。もっともこれも一時的なもので、平安時代中期には明経道を独占した中原氏・清原氏出身の学者に宛がわれる名誉職的なものになっていった。